# Turnagra tanagra
Turnagra tanagra é uma espécie extinta de pássaro da família Oriolidae que era endêmico da Nova Zelândia. Na língua maori era conhecido como piopio-kata e no dialeto Kaipara como korohea.